# ایوان پیترز
ایوان تامس پیترز (انگلیسی: Evan Thomas Peters؛ زادهٔ ۲۰ ژانویهٔ ۱۹۸۷) بازیگر آمریکایی است. او برای بازی در مجموعهٔ تلویزیونی آنتولوژی داستان ترسناک آمریکایی (۲۰۱۱–۲۰۲۱) به شهرت رسید. نقش‌آفرینی او به‌عنوان یک کارآگاه در مینی‌سریال جنایی میر اهل ایست‌تاون (۲۰۲۱) برای او جایزهٔ امی ساعات پربیننده در رشتهٔ بهترین بازیگر مکمل مرد را به‌دنبال داشت. او برای بازی در نقش آدم‌کش زنجیره‌ای جفری دامر در مینی‌سریال دامر – هیولا: داستان جفری دامر (۲۰۲۲) برندهٔ جایزهٔ گلدن گلوب بهترین بازیگر مرد شد.
در سینما، پیترز نقش مکملی در فیلم ابرقهرمانی کیک-اس (۲۰۱۰) و مجموعه‌فیلم‌های مردان ایکس (۲۰۱۴–۲۰۱۹) بازی کرده‌است. او برای بازی در نقش دانش‌جوی یاغی در فیلم سرقت حیوانات آمریکایی (۲۰۱۸) نامزد جایزهٔ ایندیپندنت بریتانیا شد.

## اوایل زندگی
ایوان پیترز زادۀ سنت لوئیز، میسوری، و فرزند جولی دوالد و فیل پیترز در حومه بالوین بزرگ شد. پدرش در بخش مدیریت بنیاد چارلز استوارت مات سمت معاون را دارا است. او از سمت پدری و مادری اصلیت آلمانی دارد.
پیترز بزرگ شدۀ خانواده‌ای کاتولیک است و در مدرسۀ کاتولیک درس خوانده است. او برادری به نام اندرو و خواهری ناتنی به نام میشل از سمت پدری دارد. در سال ۲۰۰۱، پیترز به همراه خانواده خود به گرند بلانک، میشیگان نقل مکان کرد. در آنجا به حرفۀ مدلینگ روی آورد و در کلاس‌های بازیگری محلی حاضر شد.
در ۱۵ سالگی و پیش از اینکه همراه مادر به لس آنجلس نقل مکان کند به دبیرستان گرند بلانک کامیونیتی رفت تا حرفۀ بازیگری را دنبال کند. او سال اول را در دبیرستان بربنک گذراند اما باقی تحصیلش را به صورت آموزش در خانه ادامه داد.

## کارنامۀ هنری

### آغاز به کار و پروژۀکیک-اس
پیترز در دومین آزمون بازیگریش برای نقش آدام شپرد در فیلم کوتاه کردن موهای آدام انتخاب شد. بازی در این فیلم جایزۀ ویژۀ منتقدین برای بازی خیره‌کننده را در جشنوارۀ فیلم فینیکس نصیب او کرد. او در آگهی‌های بازرگانی شرکت‌های مختلفی از جمله برای پلی‌استیشن ایفای نقش کرده است.
سال ۲۰۰۴ در فیلم گذراندن شب بیرون از خانه در نقش راسل هایز و در سریال روزها در نقش کوپر دی بازی کرد. از سال ۲۰۰۴ تا ۲۰۰۵ در سریال فیل اهل آینده نقش سث وازمر را داشت. سال‌های ۲۰۰۵ تا ۲۰۰۶ در سریال علمی‌تخیلی و تریلر هجوم در نقش جسی وران بازی کرد.

## زندگی شخصی
ایوان پیترز سال ۲۰۱۲ پس از همکاری با اما رابرتس در کمدی دنیای بزرگسالان با او وارد رابطه شد. در ژوئیه ۲۰۱۳، زمانی که این زوج در هتلی در مونترال کانادا اقامت داشتند، مشاجرۀ سختی میانشان درگرفت و با بروز زد و خورد به پلیس اطلاع داده شد. بنا بر گزارش پلیس پیترز خونریزی بینی و یک جای گازگرفتگی داشت اما از آنجایی که در آن زمان آسیب مشهودی در ظاهر رابرتز دیده نمی‌شد رابرتز به جرم اعمال خشونت خانگی دستگیر شد. پیترز از شکایت خودداری کرد و رابرتز چند ساعت بعد آزاد شد. هرچند بعدتر رابرتز از وجود کبودی روی پاهایش در اثر درگیری خبر داد، این زوج اتفاق پیش آمده را حادثۀ ناگوار و سوءتفاهم خواندند. پنج ماه پس از این اتفاق، در مارس ۲۰۱۴ پیترز تأیید کرد که او و رابرتز نامزد شده‌اند. آنها سال ۲۰۱۵ نامزدیشان را به هم زدند، سال ۲۰۱۶ دوباره وارد رابطه شدند و در اوایل سال ۲۰۱۹ با نقل مکان پیترز از منزل مشترکشان به این رابطه رسما پایان دادند.
ایوان پیترز از سپتامبر ۲۰۱۹ تا مارس ۲۰۲۰ با خواننده آمریکایی مشهور هالزی در رابطه بود.

## فیلم‌شناسی

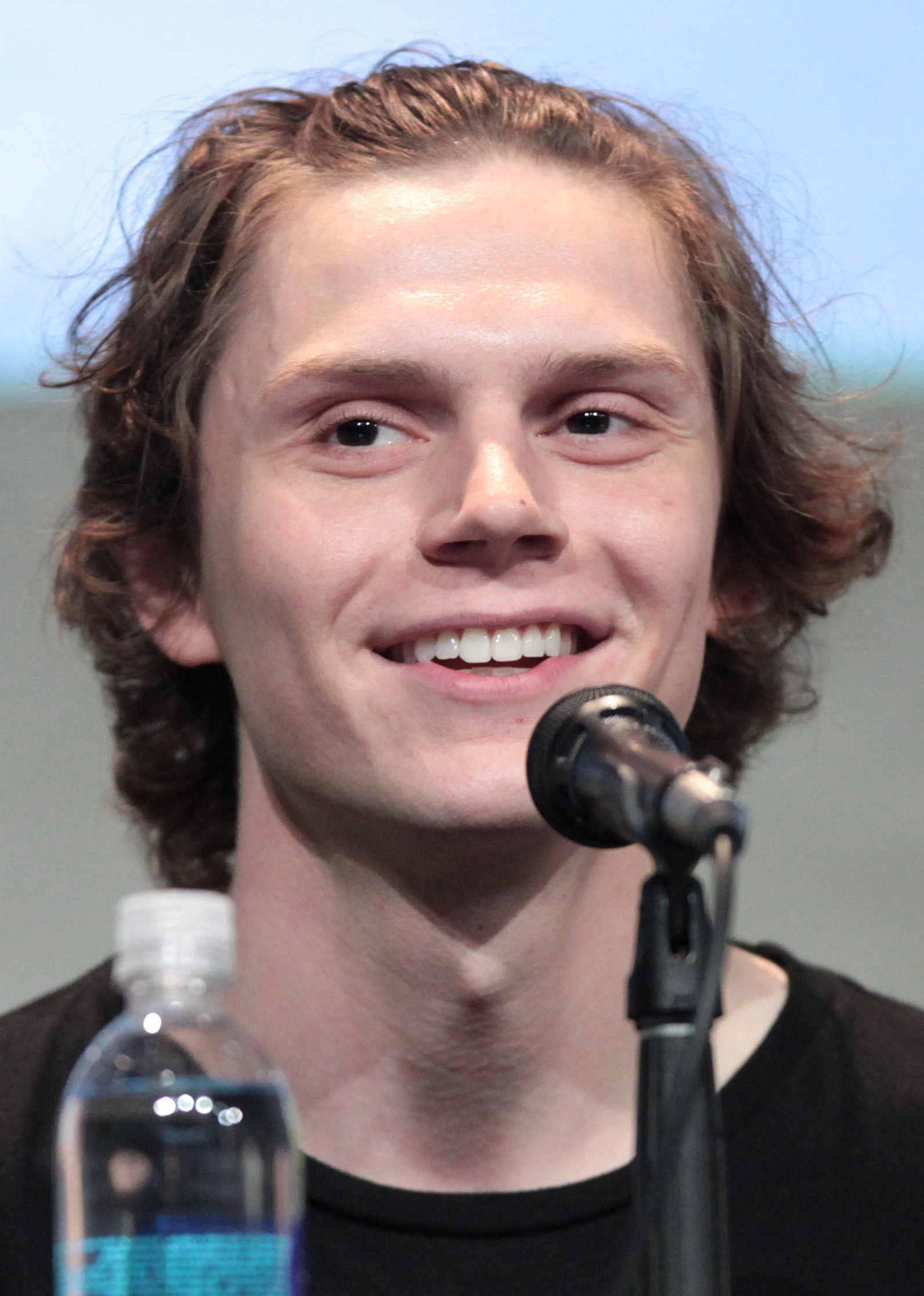
پیترز در کامیک-کان سن‌دیگو ـ ۲۰۱۵

| فیلم                          | نقش         | سال تولید | توضیحات    |
| ----------------------------- | ----------- | --------- | ---------- |
| کوتاه کردن موهای آدام         | آدام شپرد   | ۲۰۰۴      |            |
| شبی بیرون از خانه             | راسل هایز   | ۲۰۰۴      |            |
| بچه‌ننه                        | کیت         | ۲۰۰۷      |            |
| جنایت آمریکایی                | ریکی هابز   | ۲۰۰۷      |            |
| قدرت قابل توجه                | راس         | ۲۰۰۸      |            |
| باغ‌های شب                     | برایان/ریچل | ۲۰۰۸      |            |
| عقب‌نشینی هرگز                 | مکس         | ۲۰۰۸      |            |
| کیک اس                        | تاد         | ۲۰۱۰      |            |
| عقب‌نشینی هرگز ۲: نابودی       | مکس         | ۲۰۱۱      |            |
| ملکه                          | عضو اخوت    | ۲۰۱۱      | فیلم کوتاه |
| دکتر خوب                      | دانی نیکسن  | ۲۰۱۱      |            |
| جهان بزرگ‌سالان                | الکس        | ۲۰۱۴      |            |
| مردان ایکس:روزهای گذشتۀ آینده | کوئیک سیلور | ۲۰۱۴      |            |
| اثر لازاروس                   | کلی         | ۲۰۱۵      |            |
| چراغ سبز                      | چارلز       | ۲۰۱۵      |            |
| الویس و نیکسن                 | دوایت چیپن  | ۲۰۱۶      |            |
| مردان ایکس آخر الزمان         | کوئیک سیلور | ۲۰۱۶      |            |
| دزدان دریایی سومالی           | جی بهادر    | ۲۰۱۷      |            |
| همدستان                       | رندی        | ۲۰۱۷      | فیلم کوتاه |
| حیوانات آمریکایی              | وارن لیپکا  | ۲۰۱۸      |            |
| ددپول۲                        | کوئیک سیلور | ۲۰۱۸      | حضور کوتاه |
| من زن ام                      | جف والد     | ۲۰۱۹      |            |
| دارک فینکس                    | کوئیک سیلور | ۲۰۱۹      |            |

| نام سریال                          | سال تولید | نقش                                                                                 | توضیحات                           |
| ---------------------------------- | --------- | ----------------------------------------------------------------------------------- | --------------------------------- |
| روزها                              | ۲۰۰۴      | کوپر دی                                                                             | ۶ قسمت                            |
| فیل اهل آینده                      | ۲۰۰۴-۲۰۰۵ | سث وازمر                                                                            | ۵ قسمت                            |
| هجوم                               | ۲۰۰۵-۲۰۰۶ | جسی وران                                                                            | ۲۱ قسمت                           |
| درت                                | ۲۰۰۸      | گرک هوپ                                                                             | قسمت خدا بچه را حفظ کند           |
| بدون سرنخ                          | ۲۰۰۸      | کرگ بسکین                                                                           | قسمت پیچی در جاده                 |
| مانک                               | ۲۰۰۸      | اریک تاولا                                                                          | قسمت آقای مانک و نابغه            |
| دکتر هاوس                          | ۲۰۰۸      | آلیور                                                                               | قسمت آخرین محل امن                |
| وان تری هیل                        | ۲۰۰۸-۲۰۰۹ | جک دنیلز                                                                            | ۶ قسمت                            |
| خارج از وقت                        | ۲۰۰۹      | جیو                                                                                 | قسمت گورگونزولو وای پینتو         |
| شبح‌خوان‌ها                          | ۲۰۰۹      | دیلان                                                                               | قسمت نیروهای غیرمعمول             |
| ذهن‌های جنایتکار                    | ۲۰۱۰      | پارلی هیلدریج                                                                       | قسمت موزلی لین                    |
| روان‌کاو                            | ۲۰۱۰      | آلیور مک‌دنیل                                                                        | قسمت‌های ۴، ۵ و ۱۸                 |
| اداره                              | ۲۰۱۰      | لوک کوپر                                                                            | قسمت رابطه‌سالاری                  |
| والدین                             | ۲۰۱۱      | برندن                                                                               | قسمت برنامۀ تازه                  |
| معرض دید                           | ۲۰۱۱      | جویی راستن/جویی ویلسن                                                               | قسمت به دیوانگی یک شاهد           |
| داستان ترسناک امریکایی: خانۀ کشتار | ۲۰۱۱      | تیت لنگدن                                                                           | ۱۲ قسمت                           |
| داستان ترسناک آمریکایی: تیمارستان  | ۲۰۱۲-۲۰۱۳ | کیت واکر                                                                            | ۱۳ قسمت                           |
| داستان ترسناک آمریکایی: محفل       | ۲۰۱۳-۲۰۱۴ | کایل اسپنسر                                                                         | ۱۱ قسمت                           |
| داستان ترسناک آمریکایی: سیرک عجایب | ۲۰۱۴-۲۰۱۵ | جیمی دارلینگ                                                                        | ۱۳ قسمت                           |
| انیمیشن چاینا آی‌ال                 | ۲۰۱۵      | کلینت(صدا)                                                                          | قسمت حیوان خانگی جادویی           |
| داستان ترسناک آمریکایی: هتل        | ۲۰۱۵-۲۰۱۶ | جیمز پاتریک مارس                                                                    | ۱۰ قسمت                           |
| داستان ترسناک آمریکایی: رونوک      | ۲۰۱۶      | ادوارد فیلیپ مات/روری موناهان                                                       | ۴ قسمت                            |
| داستان ترسناک آمریکایی: فرقه       | ۲۰۱۷      | کای اندرسن/ اندی وارهول/ مارشال اپلوایت/ دیوید کورش/ جیم جونز/عیسی مسیح/ چارلز منسن | ۱۱ قسمت                           |
| ژست                                | ۲۰۱۸      | استن بوز                                                                            | ۸ قسمت                            |
| داستان ترسناک آمریکایی: آخرالزمان  | ۲۰۱۸      | آقای گلنت/ جیمز پاتریک مارس/تیت لنگدن/ جف فیستر                                     | ۱۰ قسمت                           |
| وانداویژن                          | ۲۰۲۱      | رالف بانر/پیترو ماسیموف                                                             | ۴ قسمت                            |
| پشت صحنۀ مارول استودیوز            | ۲۰۲۱      | ایوان پیترز                                                                         | قسمت ساخت سریال وانداویژن         |
| میر اهلِ ایست‌تاون                   | ۲۰۲۱      | کارآگاه کالین زیبل                                                                  | ۴ قسمت                            |
| داستان ترسناک امریکایی: دوگانه     | ۲۰۲۱      | آستین سامرز                                                                         | تهیه کننده و حضور در ۵ قسمت       |
| دامر – هیولا: داستان جفری دامر     | ۲۰۲۲      | جفری دامر                                                                           | تهیه کننده ارشد و حضور در ۱۰ قسمت |

## افتخارات
| پروژه                             | نامزدی در بخش                                                             | نهاد برگزارکننده                                                   | سال  | نتیجه |
| --------------------------------- | ------------------------------------------------------------------------- | ------------------------------------------------------------------ | ---- | ----- |
| کوتاه کردن موهای آدام             | جایزۀ ویژۀ منتقدین برای بازی خیره‌کننده                                    | جشنوارهٔ فیلم فینیکس                                                | ۲۰۰۴ | برنده |
| کوتاه کردن موهای آدام             | بهترین بازیگر جوان در نقش اول فیلم بلند                                   | جوایز هنرمندان جوان                                                | ۲۰۰۴ |       |
| گذراندن شب بیرون از خانه          | بهترین بازی گروهی نوجوانان در فیلم بلند                                   | جوایز هنرمندان جوان                                                | ۲۰۰۵ |       |
| داستان ترسناک آمریکایی: تیمارستان | بهترین بازیگر نقش مکمل در بخش سریال، مینی‌سریال یا فیلم تلویزیونی          | جوایز ستلایت                                                       | ۲۰۱۲ |       |
| داستان ترسناک آمریکایی: هتل       | بهترین بازیگر نقش مکمل تلویزیونی                                          | جایزۀ فانگوریا چینساو                                              | ۲۰۱۶ |       |
| مردان ایکس: آپوکالیپس             | جایزۀ صحنۀ به یادماندنی برگزیده                                           | جوایز برگزیدگان نوجوانان                                           | ۲۰۱۶ |       |
| مردان ایکس: آپوکالیپس             | جایزۀ گروهی                                                               | جایزۀ برگزیدگان کودکان نیکلودئون                                   | ۲۰۱۷ |       |
| حیوانات آمریکایی                  | بهترین بازیگر نقش مکمل                                                    | جوایز سینمای مستقل بریتانیا                                        | ۲۰۱۸ |       |
| داستان ترسناک آمریکایی: فرقه      | بهترین بازیگر فیلم یا سریال تلویزیونی                                     | جایزه تولیدات تلویزیونی به انتخاب منتقدین                          | ۲۰۱۸ |       |
| داستان ترسناک آمریکایی: فرقه      | بهترین بازیگر نقش مکمل در تولیدات تلویزیونی                               | جوایز ساترن                                                        | ۲۰۱۸ |       |
| میر اهلِ ایست‌تاون                  | بهترین بازیگر نقش مکمل سریال، سریال دنباله‌دار یا فیلم تلویزیونی           | جوایز تلویزیونی انجمن منتقدان هالیوود                              | ۲۰۲۱ | برنده |
| میر اهلِ ایست‌تاون                  | بهترین بازیگر مکمل با بازی استادانه در فیلم، سریال، یا سریال دنباله‌دار    | جایزۀ امی ساعات پربیننده                                           | ۲۰۲۱ | برنده |
| میر اهلِ ایست‌تاون                  | بهترین بازیگر نقش مکمل فیلم یا مینی‌سریال                                  | جوایز برگزیدگان تولیدات تلویزیونی به انتخاب انجمن منتقدان پخش فیلم | ۲۰۲۲ |       |
| میر اهلِ ایست‌تاون                  | بهترین بازیگر نقش مکمل در بخش سریال، مینی‌سریال یا فیلم تلویزیونی          | جوایز ستلایت                                                       | ۲۰۲۲ | برنده |
| میر اهلِ ایست‌تاون                  | بهترین بازی استادانه بازیگر مرد در مینی‌سریال یا فیلم تلویزیونی            | جوایز انجمن صنفی بازیگران فیلم                                     | ۲۰۲۲ |       |
| دامر – هیولا: داستان جفری دامر    | بهترین بازیگر سریال ترسناک، سریال یا فیلم تلویزیونی                       | جایزۀ برتر به انتخاب منتقدین                                       | ۲۰۲۳ | برنده |
| دامر – هیولا: داستان جفری دامر    | بهترین بازیگر سریال، سریال دنباله‌دار یا فیلم تلویزیونی                    | جوایز گلدن گلوب                                                    | ۲۰۲۳ | برنده |
| دامر – هیولا: داستان جفری دامر    | بهترین سریال، سریال دنباله‌دار یا فیلم تلویزیونی (به عنوان تهیه‌کننده ارشد) | جوایز گلدن گلوب                                                    | ۲۰۲۳ |       |
| دامر – هیولا: داستان جفری دامر    | تهیه‌کنندۀ ممتاز سریال یا سریال دنباله‌دار تلویزیونی                        | جوایز انجمن صنفی تهیه‌کنندگان امریکا                                | ۲۰۲۳ |       |
| دامر – هیولا: داستان جفری دامر    | بهترین بازیگر مینی‌سریال یا فیلم تلویزیونی                                 | جوایز ستلایت                                                       | ۲۰۲۳ | برنده |
| دامر – هیولا: داستان جفری دامر    | بهترین بازی استادانه بازیگر مرد در مینی‌سریال یا فیلم تلویزیونی            | جوایز انجمن صنفی بازیگران فیلم                                     | ۲۰۲۳ |       |